# Alsace Grand Cru

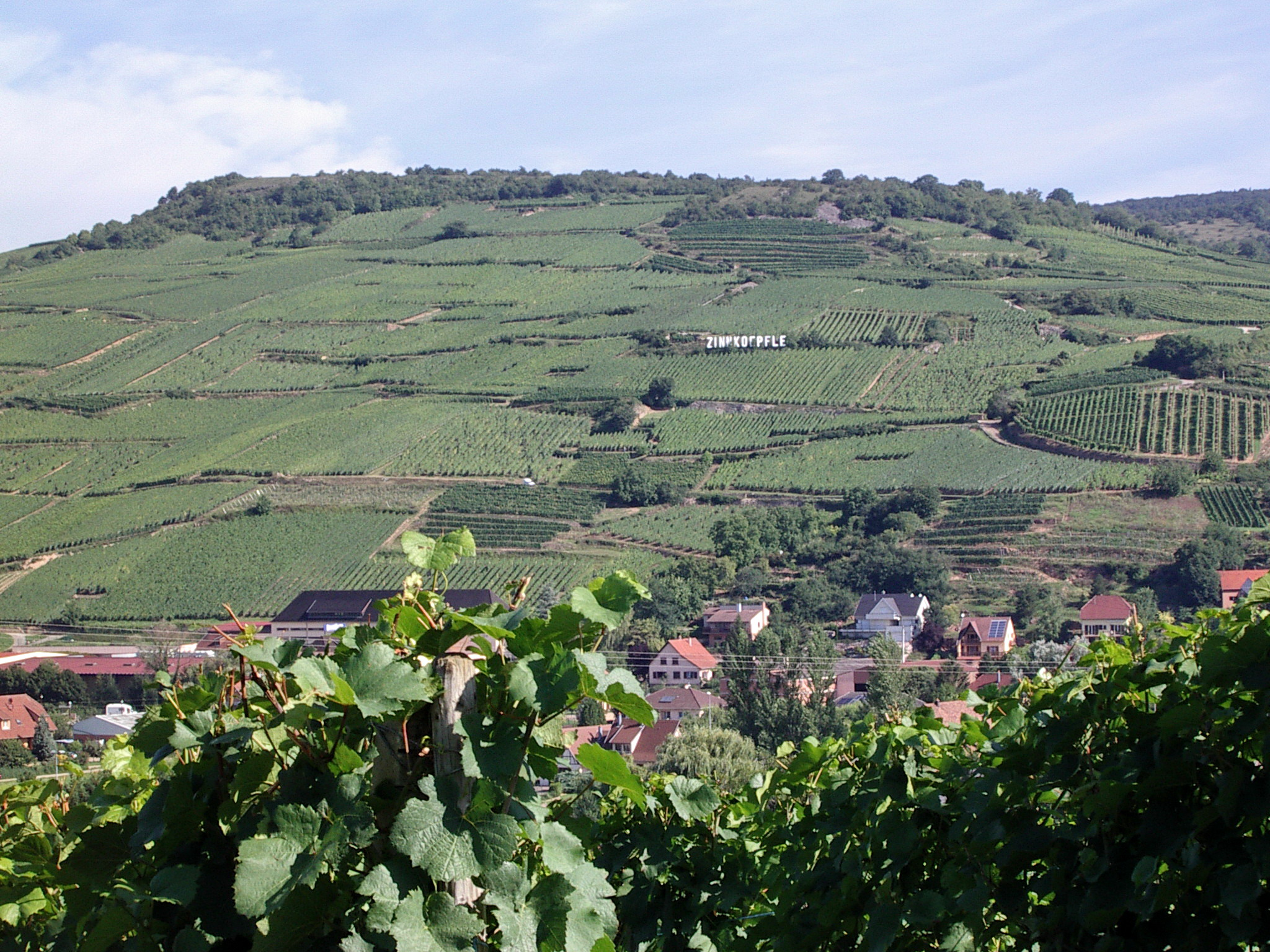
Viñedo Zinnkoeplfe (68.4 ha). Cultiva uvas Riesling y Pinot gris.

Alsace Grand Cru es una Denominación de Origen (D.O.) francesa o Appellation d'origine controllée, reservada para ciertos vinos alsacianos de calidad elaborados en la región de Alsacia.

## Regulación
Un decreto regula desde el 1 de marzo de 1984, la Denominación de Origen o Appellation d'origine controllée (AOC) de los vinos de Riesling elaborados en Alsacia, que pueden seguir una de las siguientes clasificaciones:
- AOC Vin d'Alsace Riesling o Alsace Riesling (la denominación más frecuente en la región y que suele a menudo estar seguida por el nombre de un lugar o viñedo).

- AOC Alsace Grand Cru, elaborados exclusivamente en 51 viñedos delimitados y con uvas únicamente de las castas Riesling, Muscat, Gewurtztraminer o Pinot Gris.[1]

- AOC Crémant d'Alsace, vinos efervescentes similares a los cava o champagne.

Otro decreto de diciembre de 1999, permite a los AOC Alsace y Alsace Grand Cru llevar la mención Vendanges tardives o Sélection de grains nobles si corresponden a criterios de calidad estrictos (vendimia manual, contenido mínimo en azúcar, vinos elaborados con una sola variedad de uva).

## Lista de losAlsace Grands Crus
Alsace Grands Crus en el departamento de Bajo Rin (nombre, comuna y superficie):
- Altenberg de Bergbieten (Bergbieten, 29,06 ha)
- Bruderthal (Molsheim, aprox. 18 ha)
- Engelberg (Dahlenheim, aprox. 15 ha)
- Frankstein (Dambach-la-Ville, aprox. 56 ha)
- Kastelberg (Andlau, 5,82 ha)
- Kirchberg de Barr (Barr, 40,63 ha)
- Moenchberg (Andlau y Eichhoffen, 11,83 ha)
- Muenchberg (Nothalten, 17,7 ha)
- Praelatenberg (Orschwiller y Kintzheim, aprox. 19 ha)
- Steinklotz (Marlenheim, 40,6 ha)
- Wiebelsberg (Andlau, 12,52 ha)
- Winzenberg (Blienschwiller, 19,2 ha)

Alsace Grands Crus en el departamento de Alto Rin (nombre, comuna y superficie):
- Altenberg de Bergheim (Bergheim, 35,06 ha)
- Altenberg de Wolxheim (Wolxheim, aprox. 31 ha)
- Brand (Turckheim, 57,95 ha)
- Eichberg (Eguisheim, 57,62 ha).
- Florimont (Ingersheim, aprox. 21 ha)
- Froehn (Zellenberg, ca. 15 ha)
- Furstentum (Kientzheim und Sigolsheim, 30,5 ha).
- Geisberg (Ribeauvillé, 8,53 ha)
- Gloeckelberg (Rodern y Saint-Hippolyte, 23,4 ha)
- Goldert (Gueberschwihr, 45,35 ha)
- Hatschbourg (Hattstatt y Voegtlinshoffen, 47,36 ha)
- Hengst (Wintzenheim, 75,78 ha)
- Kanzlerberg (Bergheim, 3,23 ha)
- Kessler (Guebwiller, 28,53 ha)
- Kirchberg de Ribeauvillé (Ribeauvillé, 11,4 ha)
- Kitterlé (Guebwiller, 25,79 ha)
- Mambourg (Sigolsheim, aprox. 62 ha)
- Mandelberg (Mittelwihr, aprox. 22 ha)
- Marckrain (Bennwihr und Sigolsheim, aprox. 59 ha)
- Ollwiller (Wuenheim, 35,86 ha)
- Osterberg (Ribeauvillé, aprox. 25 ha).
- Pfersigberg (Eguisheim, aprox. 75 ha)
- Pfingstberg (Orschwihr, aprox. 28 ha)
- Rangen (Thann y Vieux Thann, 18,81 ha).
- Rosacker (Hunawihr, 26,18 ha)
- Saering (Guebwiller, 26,75 ha)
- Schlossberg (Kaysersberg y Kientzheim, 80,28 ha).
- Schoenenberg (Riquewihr, aprox. 53 ha).
- Sommerberg (Niedermorschwihr y Katzenthal, 28,36 ha)
- Sonnenglanz (Beblenheim, 32,8 ha)
- Spiegel (Bergholtz y Guebwiller, 18,26 ha)
- Sporen (Riquewihr, aprox. 24 ha)
- Steinert (Pfaffenheim, 38,9 ha)
- Steingrubler (Wettolsheim, 22,95 ha)
- Vorbourg (Rouffach y Westhalten, 72,55 ha)
- Wineck-Schlossberg (Katzenthal y Ammerschwihr, 27,4 ha)
- Zinnkoepflé (Westhalten y Soultzmatt, 68,4 ha), también llamado Sonnenkoepflé, Riesling y Pinot gris.
- Zotzenberg (Mittelbergheim, 36,45 ha)